# El Loco
| Críticas profissionais | Críticas profissionais |
| Avaliações da crítica  | Avaliações da crítica  |
| Fonte                  | Avaliação              |
| ---------------------- | ---------------------- |
| AllMusic               | 3 de 5 estrelas.       |
| Robert Christgau       | B+                     |

El Loco é o sétimo álbum de estúdio da banda ZZ Top, lançado em 1981.

## Faixas
Todas as faixas por Billy Gibbons, Dusty Hill e Frank Beard.
| N.º | Título                     | Duração |  |
| 1.  | "Tube Snake Boogie"        | 3:03    |  |
| 2.  | "I Wanna Drive You Home"   | 4:44    |  |
| 3.  | "Ten Foot Pole"            | 4:19    |  |
| 4.  | "Leila"                    | 3:13    |  |
| 5.  | "Don't Tease Me"           | 4:20    |  |
| 6.  | "It's So Hard"             | 5:12    |  |
| 7.  | "Pearl Necklace"           | 4:02    |  |
| 8.  | "Groovy Little Hippie Pad" | 2:40    |  |
| 9.  | "Heaven, Hell or Houston"  | 2:32    |  |
| 10. | "Party on the Patio"       | 2:49    |  |

## Banda
- Billy Gibbons: guitarra e vocal
- Dusty Hill: baixo
- Frank Beard: bateria